# Оптовая генерирующая компания № 3
Оптовая генерирующая компания № 3 (ОГК-3) — российская энергетическая компания, созданная в результате реформы РАО «ЕЭС России». Полное наименование — Открытое акционерное общество «Третья генерирующая компания оптового рынка электроэнергии». Штаб-квартира — в Москве. Упразднена в 2012 году в связи с присоединением к Интер РАО ЕЭС.

## История
Основано в 2004 году.
Осенью 2008 года ОГК-3 за счет средств инвестиционной программы приобрела у холдинга «Интеррос» 25 % минус 1 акция компании «РУСИА Петролеум» (владеет лицензией на Ковыктинское газоконденсатное месторождение) за $576 миллионов, а также 35 % акций американской компании Plug Power (занимается водородной энергетикой) примерно за $33 миллиона. Весной 2009 года Счётная палата России после проверки компании признала указанные покупки нецелевым использованием инвестсредств, и указала, что за два года ОГК-3 направила на капитальное строительство всего 8 млрд руб., а освоила из них только 2 млрд руб.

## Собственники и руководство
Крупнейшим акционером компании по состоянию на 30 июня 2011 года является Интер РАО ЕЭС с долей 81,93 %. Капитализация на 1 сентября 2009 года — 72,6 млрд руб. ($2,3 млрд)
Генеральные директора:
- Ю. С. Саблуков (в сентябре 2008 года перешёл на должность генерального директора «ОГК-4»);[5]

- С сентября 2008 года (приглашён с должности Директора по производству ОГК-3) И. В. Попов.[5]

- С 9 февраля 2009 года — Владимир Колмогоров.

- С 16 мая 2011 года — Александр Евгеньевич Никулов

## Деятельность
В состав компании входили шесть крупных федеральных электростанций — Костромская ГРЭС (установленная мощность — 3600 МВт), Печорская ГРЭС (1060 МВт), Черепетская ГРЭС (1425 МВт), Гусиноозёрская ГРЭС (1100 МВт), Южноуральская ГРЭС (882 МВт), Харанорская ГРЭС (655 МВт). Суммарная установленная мощность ОГК-3 — 8497 МВт (более 5 % всех генерирующих мощностей РАО ЕЭС), в 2009 году годовая выработка электроэнергии составила 29,3 млрд кВт•ч. Общая установленная тепловая мощность — 1615 Гкал/ч.
В 2008 году было создано ООО «Угольный разрез» для разработки участка «Остальные запасы» Окино-Ключевского месторождения.
Окино-Ключевское месторождение расположено в Бичурском районе Республики Бурятия.
ОАО «ОГК-3» в марте 2008 года и получило лицензию на право пользования недрами данного участка сроком на 20 лет.

### Показатели деятельности
Численность работающих — около 6000 человек.
| Параметр                                            | 2007   | 2008  |
| --------------------------------------------------- | ------ | ----- |
| Общая выручка группы, млрд рублей                   | 33     | 38,42 |
| Расходы по текущей деятельности группы, млрд рублей | 31,6   | 35,66 |
| Чистая прибыль группы, млрд рублей                  | 2,32   | 6,72  |
| Совокупные активы группы, млрд рублей               | 100,75 | 106   |
| Выработка электроэнергии, млрд кВт·ч                | 32,1   | 33,9  |

## Перспективные проекты
В соответствии с согласованной с РАО ЕЭС инвестпрограммой ОГК-3 планирует:
- ввести в эксплуатацию энергоблок на Харанорской ГРЭС минимальной мощностью 213,75 МВт до 31 декабря 2011 года. Работы будут производиться ЗАО «Энергопроект»[10]

- ввести 2 энергоблока на Черепетской ГРЭС минимальной мощностью 213,75 МВт каждый до 31 декабря 2011 г. и 31 декабря 2012 г. соответственно. Для этого 13 октября 2008 года была проведена встреча с администрацией Тульской области, где ОГК-3 подтвердило сроки реализации проекта до 2013 года и озвучило объём необходимых инвестиций: более 25 млрд рублей.[11]
- построить на Гусиноозерской ГРЭС энергоблок минимальной мощностью 199,5 МВт к 31 декабря 2011 г.;
- ввести 2 энергоблока на Южно-Уральской ГРЭС минимальной мощностью 213,75 МВт каждый до 31 декабря 2011 г. и 30 сентября 2012 г. соответственно.